# Paracassina obscura
Espèce
Synonymes
- Cassina obscura Boulenger, 1895 "1894"

Statut de conservation UICN

 LC  : Préoccupation mineure
Paracassina obscura est une espèce d'amphibiens de la famille des Hyperoliidae.

## Répartition
Cette espèce est endémique des montagnes du centre de l'Éthiopie. Elle se rencontre entre 820 et 3 000 m d'altitude à l'ouest de la vallée du Grand Rift,.

## Publication originale
- Boulenger, 1895 "1894" : Third report on additions to the batrachian collection in the Natural History Museum. Proceedings of the Zoological Society of London, vol. 1894, p. 640–646 (texte intégral).